# Le Rêve de São Paulo
Pour plus de détails, voir Fiche technique et Distribution.
Le Rêve de São Paulo est un documentaire français réalisé en 2004 par Jean-Pierre Duret et Andrea Santana et sorti en France en 2005.

## Synopsis
Depuis des dizaines d’années, mus par un violent désir de vivre, les paysans du Nordeste ont émigré vers São Paulo, ville mirage d’un rêve essentiel à chaque pauvre de la terre : manger, nourrir sa famille, être reconnu comme quelqu’un.
Il y a 50 ans, ce rêve a été celui d'un enfant devenu célèbre, Luis Inácio da Silva, dit Lula, Président du Brésil depuis le 1er janvier 2003.
À leur tour, les réalisateurs ont traversé avec José, 18 ans, les 3 000 km de route, qui séparent son village de São Paulo, cette immense lanterne magique qui contient dans son ventre de baleine, plus de 8 millions de nordestins. Son rêve, et les rêves de tous ceux qui sont croisés sur la route, sont la matière du film, son ossature, son cœur. Devant le chaos dans lequel ils vivent, l’unique don de l’avenir est ce désir de vie.

## Fiche technique
- Titre original : Le Rêve de São Paulo
- Titre anglais : Dreaming of São Paulo
- Réalisation : Jean-Pierre Duret et Andrea Santana
- Sociétés de production : Ex nihilo, Arte
- Image et son : Jean-Pierre Duret et Andrea Santana
- Photographies : Tiago Santana
- Montage : Catherine Rascon
- Langue : portugais
- Format : vidéo — couleur — 4/3
- Durée : 100 minutes (1h40)
- Dates de sortie :
  -  France mars 2005 (festival Cinéma du Réel)
  -  France 13 juin 2005 (télévision)

## Versions DVD
- Les films Romances de terre et d'eau et Le Rêve de São Paulo sont édités en un DVD duo par les éditions Montparnasse.
- Un coffret de deux DVD comprenant les films Romances de terre et d'eau, Le Rêve de São Paulo, Puisque nous sommes nés et Un beau jardin, par exemple, ainsi qu'une interview des réalisateurs et un livret de 16 pages est publié par Documentaire sur grand écran (sortie le 30 avril 2011).